# Dispararon al pianista
Dispararon al pianista (Engels: They Shot the Piano Player) is een internationale geanimeerde docudramafilm voor volwassenen uit 2023, geregisseerd door Fernando Trueba en Javier Mariscal.

## Verhaal
De film gaat over de echte verdwijning van en vermoedelijke moord op de Braziliaanse pianist Francisco Tenório Júnior in 1976. De film is gebaseerd op eigen onderzoek van Trueba naar deze verdwijning. In de film wordt de Amerikaanse muziekjournalist Jeff Harris (stem Jeff Goldblum), die de zaak van Tenório onderzoekt, gevolgd.

## Muziek
De soundtrack bevat muziek van João Gilberto, Caetano Veloso, Gilberto Gil, Vinicius de Moraes en Paulo Moura, waarbij enkele muzikanten ook in de stemmencast verschijnen terwijl ze zelf getuigen als onderdeel van het onderzoek. Ze hebben het onder andere over Tenório als pianist en zijn invloed op de muziek in Brazilië in de jaren 1960 en 1970. Daarnaast vertellen ze hoe ze de verdwijning van Tenório beleefd hebben.

## Release en ontvangst
Dispararon al pianista ging op 6 september 2023 in première op het Filmfestival van Telluride. De film kreeg overwegend positieve kritieken van de filmcritici, met een score van 78% op Rotten Tomatoes, gebaseerd op 46 beoordelingen.